# Kommern
Kommern was een rijksvrijheid in het Heilige Roomse Rijk. De rijksheerlijkheid was niet bij een Kreits ingedeeld.
Tot het gebied behoorden in 1789 naast Kommern ook Katzvey, Roggendorf, Rath en Strempt.
De oorsprong van de heerlijkheid ligt in de wildbann Cumbirne, die burggraaf Heinrich von Arenberg in 1229 door ruil van graaf Lotharius van Are verwierf. Kern van de heerlijkheid was de burcht Kommern in het tegenwoordige ortsteil Kommern van de stad Mechernich. De familie Arenberg heeft het gebied waarschijnlijk om het voorkomende looderts verworven.
In 1794 wordt de heerlijkheid ingelijfd bij Frankrijk en het Congres van Wenen kent Kommern toe aan het koninkrijk Pruissen.